# Sergeanten 5

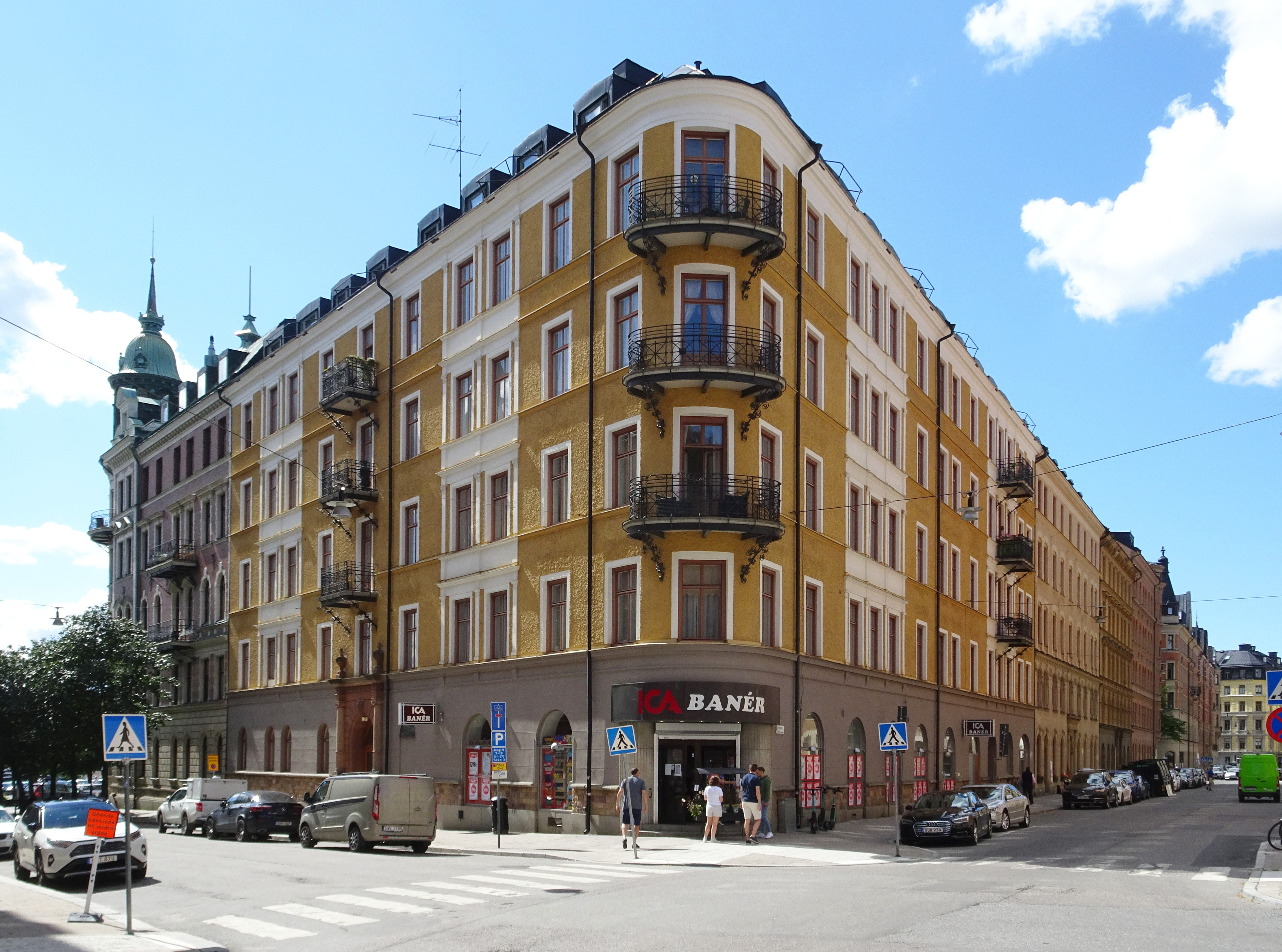
Sergeanten 5, Riddargatan till höger, augusti 2022.

Sergeanten 5 är en kulturhistoriskt värdefull fastighet i kvarteret Sergeanten vid hörnet Banérgatan 3 / Riddargatan 72 på Östermalm i Stockholm. Byggnaden uppfördes 1896–1897 efter ritningar av arkitektkontoret Kjellberg & Dorph och är grönmärkt av Stadsmuseet i Stockholm vilket betyder "särskilt värdefull från historisk, kulturhistorisk, miljömässig eller konstnärlig synpunkt".

## Bakgrund

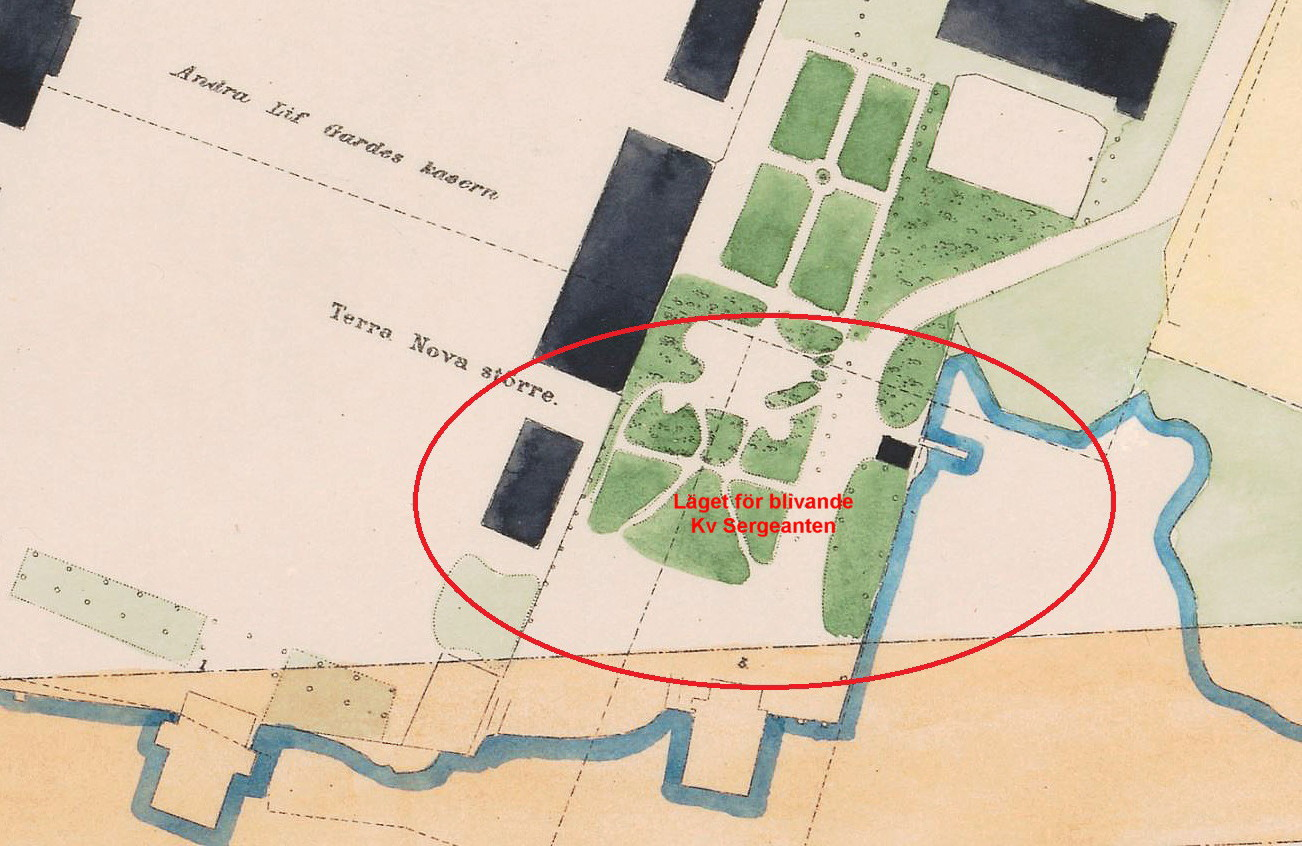
Blivande Sergeanten, 1863.

Fastigheten Sergeanten 5 ligger i en av Strandvägskvarteren som bebyggdes huvudsakligen på 1890-talet. På platsen fanns några byggnader som tillhörde Andra livgardets kaserner vilka revs. Den framtida hörntomten vid Banérgatan / Riddargatan utgjordes på 1860-talets början av en mindre inbuktning av Ladugårdslandsviken intill kasernparken. Viken och hela det oregelbundna strandområde fylldes ut när Strandvägen och Strandvägskajen anlades på 1860- och 1870-talen. 
Dagens kvartersstruktur med åtta fastigheter bildades på 1880-talet. Tomt nr 5 förvärvades 1896 av järnhandlaren Carl Johan Lidbom (1866-1937) som anlitade Kjellberg & Dorph för arkitektuppdraget och byggmästaren Anders Petterson att uppföra huset. Petterson byggde ungefär samtidigt hörnhuset Sergeanten 2 i samma kvarter. 

## Byggnadsbeskrivning

### Exteriör
Av tillgängliga handlingar på Stockholms stadsbyggnadskontor framgår att fasaderna ursprungligen uppvisade fler dekorativa element än idag, bland annat fyra frontoner och putsornamentik i bandet mellan våning fyra och fem. Sergeanten 5 uppfördes i fem våningar med hel källare. Grunden utgjordes av gammal sjöbotten och fick förstärkas genom omfattande pålning. Fasaderna ytbehandlades med spritputs medan fönsteromfattningar och listverk består av slätputs. I höjd med bottenvåningen utfördes fasadytan av ristad slätputs i ljus gråbeige kulör. Sockeln består av kopphuggen sandsten i beige kulör. Dominerande är de svängda balkongerna på hörnet med konsoler och räcken utförda i konstsmide. Huvudentrén är från Banérgatan. Portalen består av röd sandsten och flankeras av två kolonner med kapitäl i jonisk ordning. Slutstenen är utformad som ett mansansikte. Arkitraven smyckades av två dekorativa amforor i sandsten.

Originalritningar från 1896
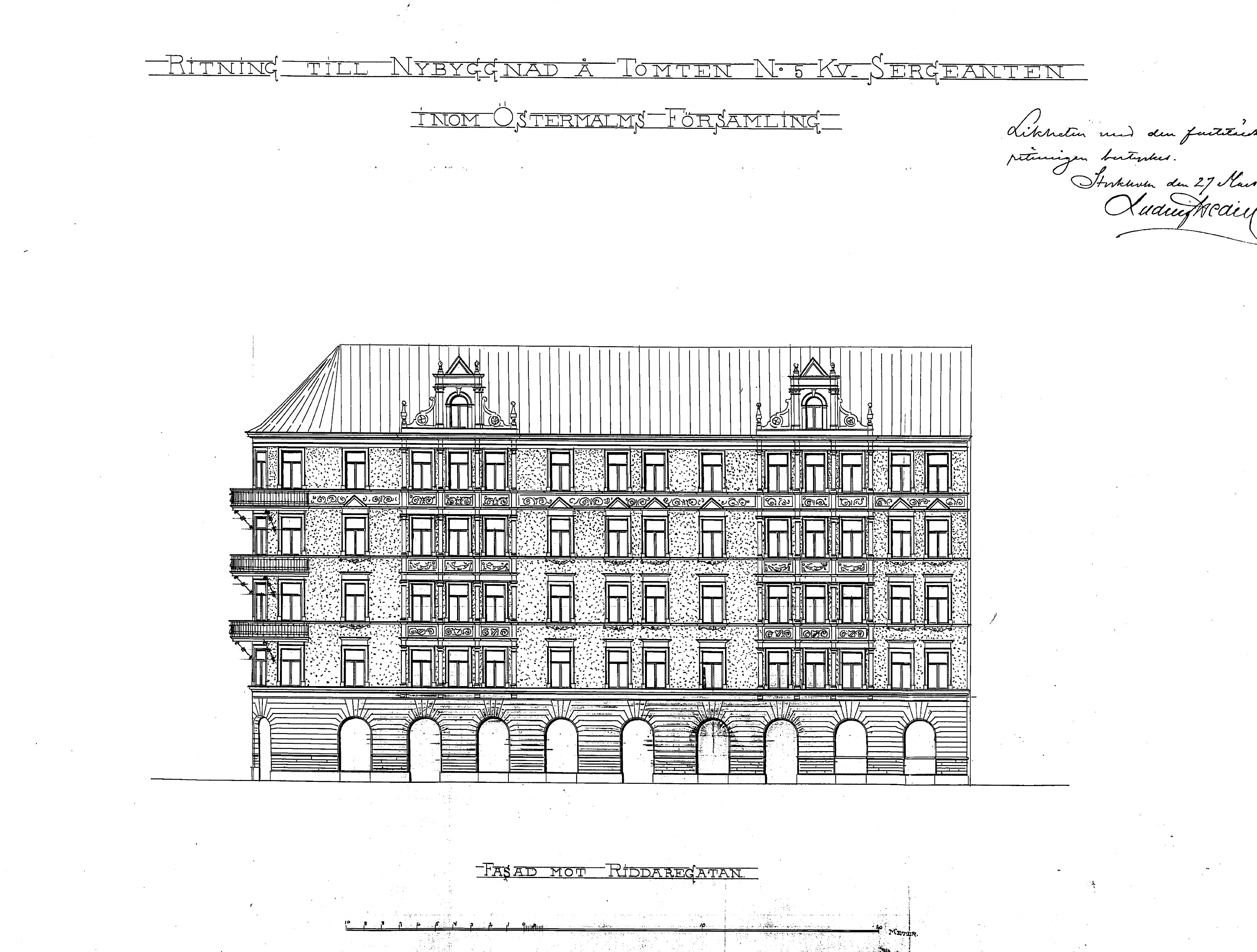
Fasad mot Riddargatan.
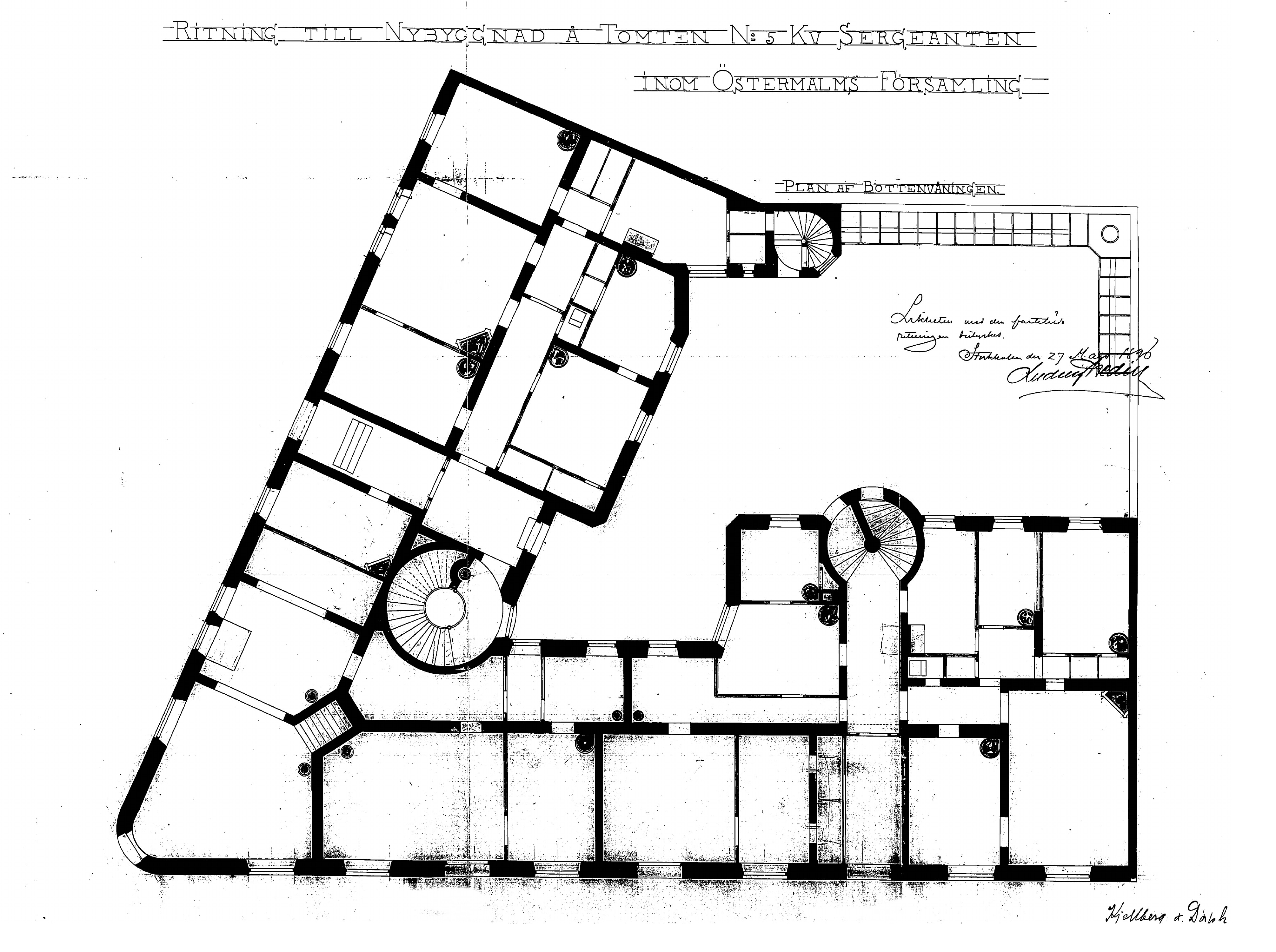
Bottenvåning.
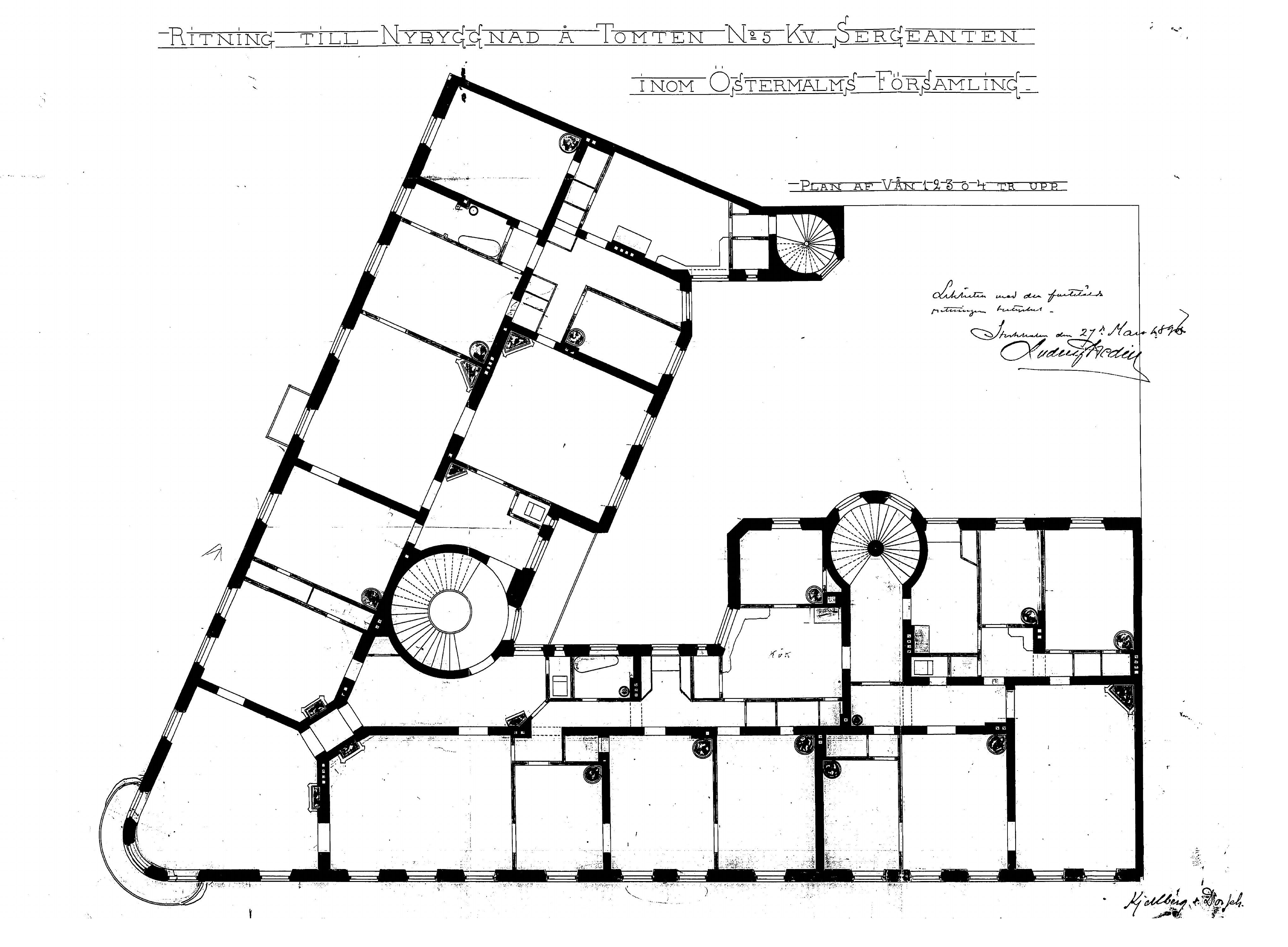
Våningar 1-5 trappor.
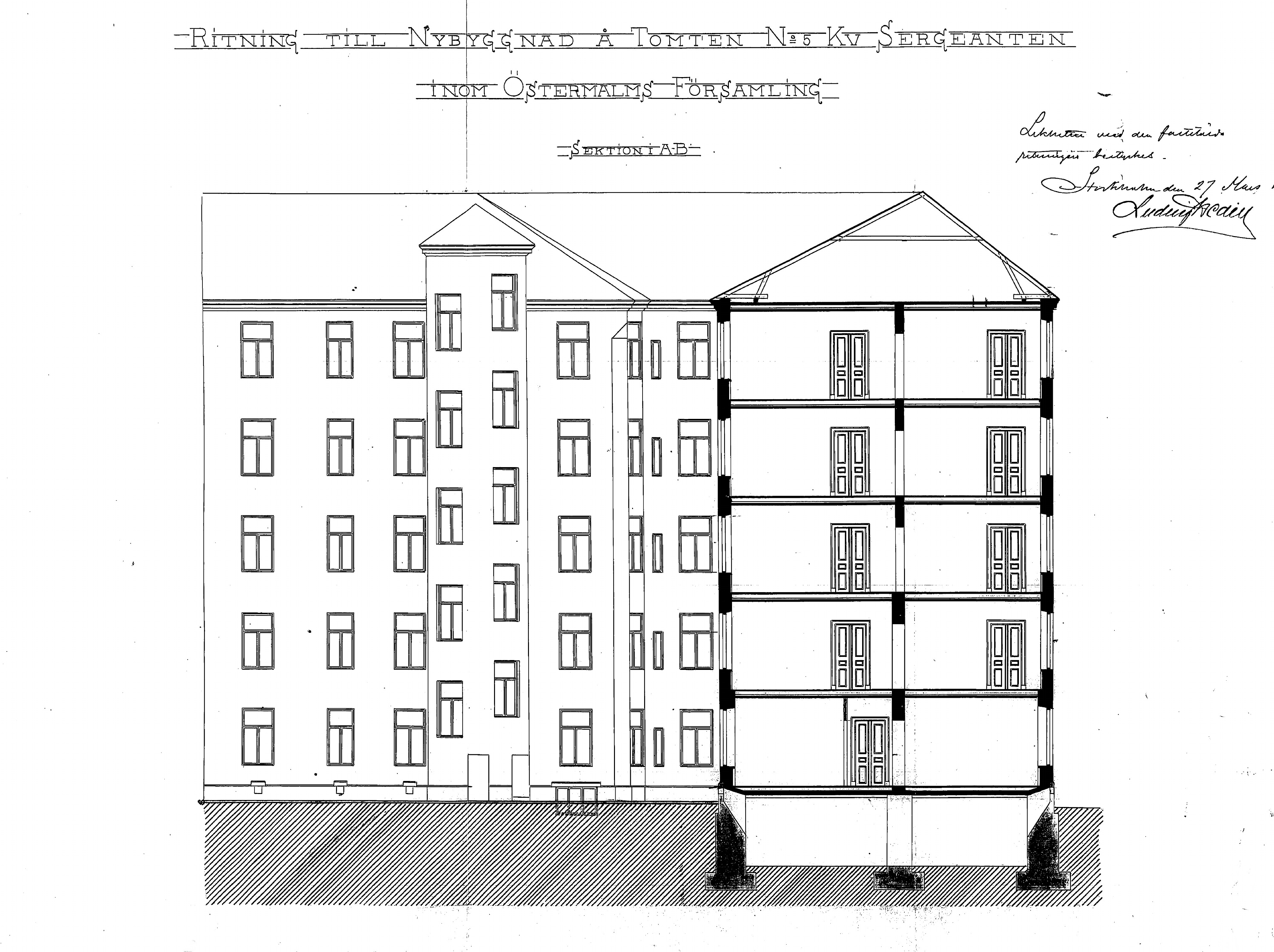
Sektion.
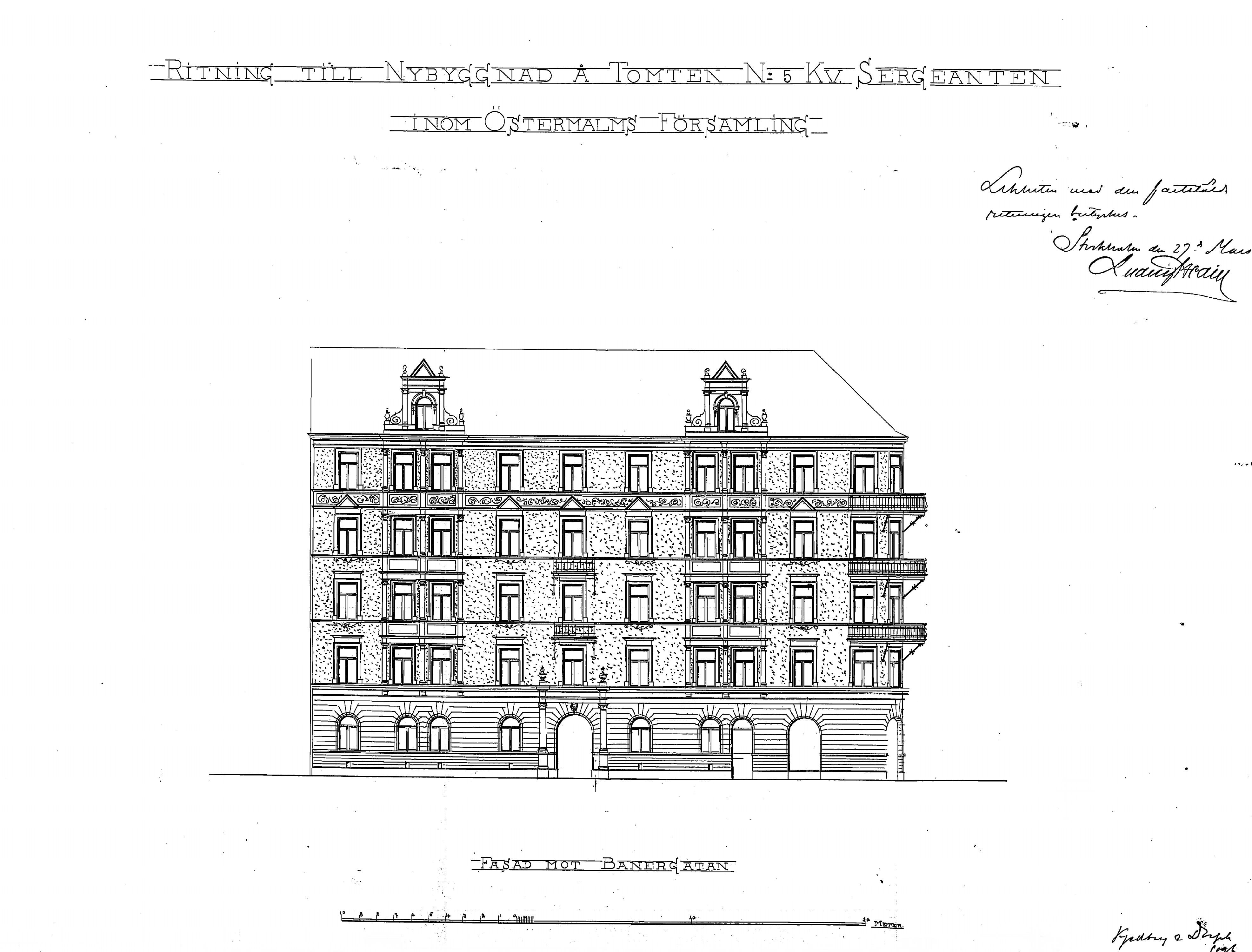
Fasad mot Banérgatan.

### Interiör

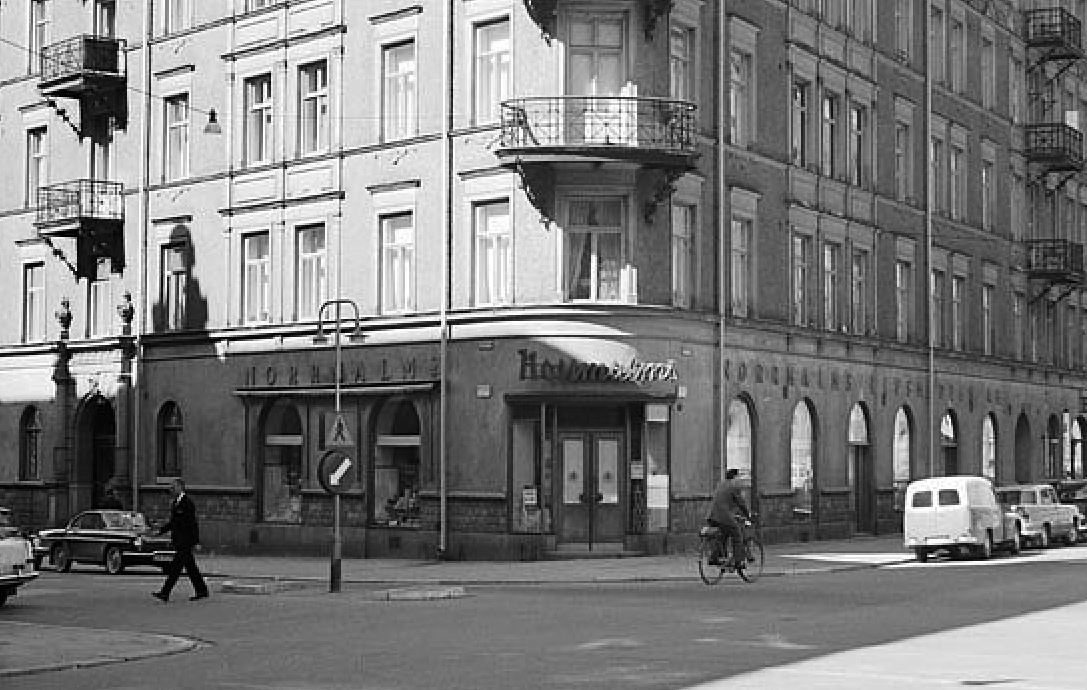
Norrmalms livsmedels butik 1962.

Genom en skulpterad och glasad dubbelport med välvt och glasat överstycke beträder man entréhallen med golv och trappsteg av vit marmor. Till höger och vänster finns fristående räcken med svarvade ståndare i trä. Väggarna är fältindelade och avslutas mot taket av en dekorativ fris med putsrelief visande dansande putti bärande blomstergirlanger.
Lägenhetsfördelningen var ursprungligen två stora bostäder om sju respektive sex rum och kök som nåddes från huvudtrappan (Banérgatan 3) och en mindre bostad om fem rum och kök från sekundärtrappan (Riddargatan 72). Bara de båda stora lägenheterna hade badrum med badkar direkt från början. 1928 installerades hiss och 1930 moderniserades husets hygienutrymmen. 1970 inreddes vinden med lägenheter. 
Hela bottenvåningen och en del av källaren Banérgatan / Riddargatan var från början tänkt som butikslokal. Troligen hade husägaren Carl Johan Lidbom sin järnhandel här. 1906 hade han sålt huset men var därefter hyresgäst. Till hörnlokalen flyttade 1926 en filial av Norrmalms livsmedel, 1970 omvandlad till en ICA-butik när ICA-Essve förvärvat samtliga Norrmalmsbutiker (numera ICA Banér). Fastigheten ägs av bostadsrättsföreningen Banér Riddaren som bildades 1999.

### Nutida bilder

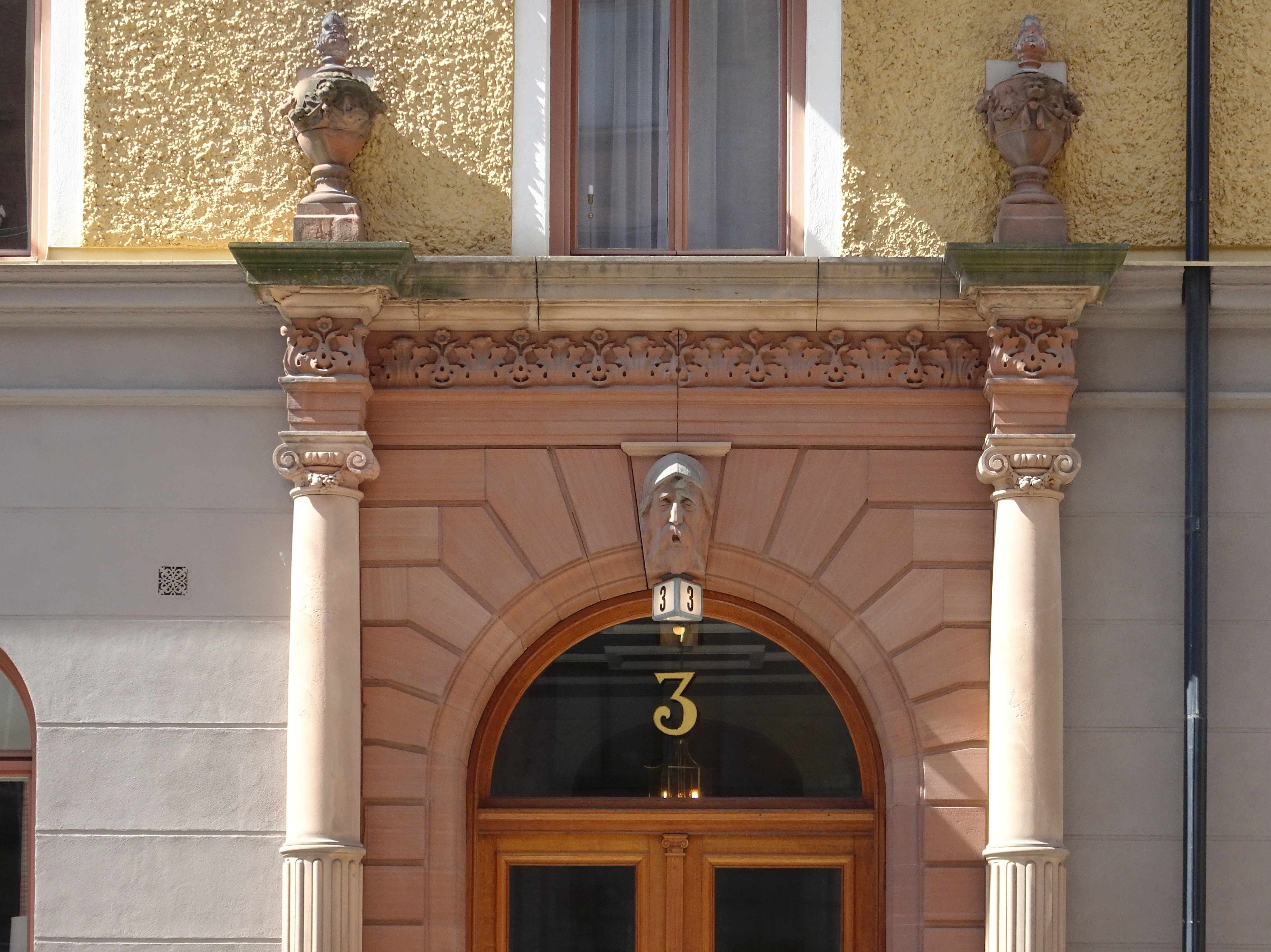
Portalen, Banérgatan 3.
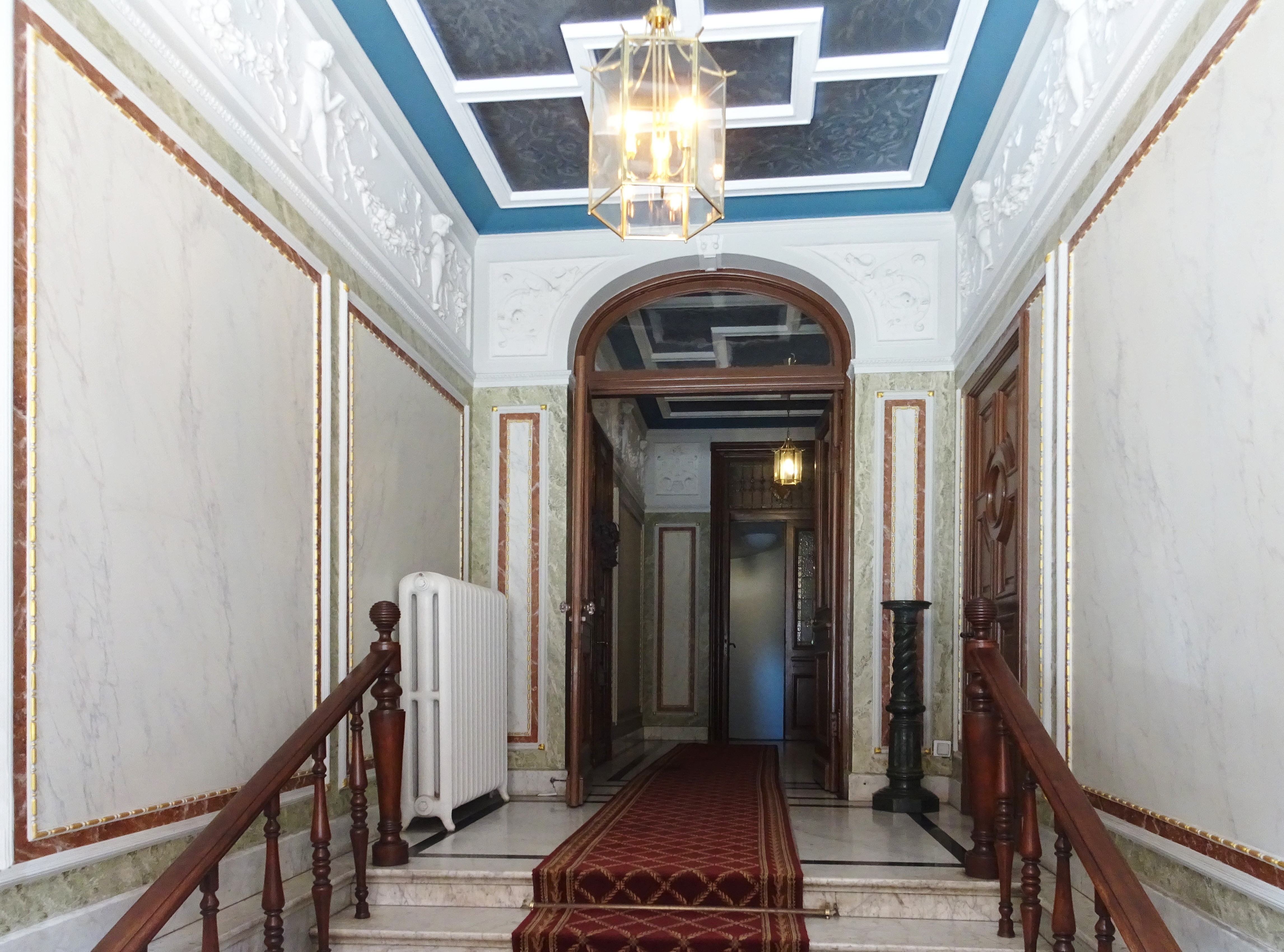
Entréhallen, Banérgatan 3.
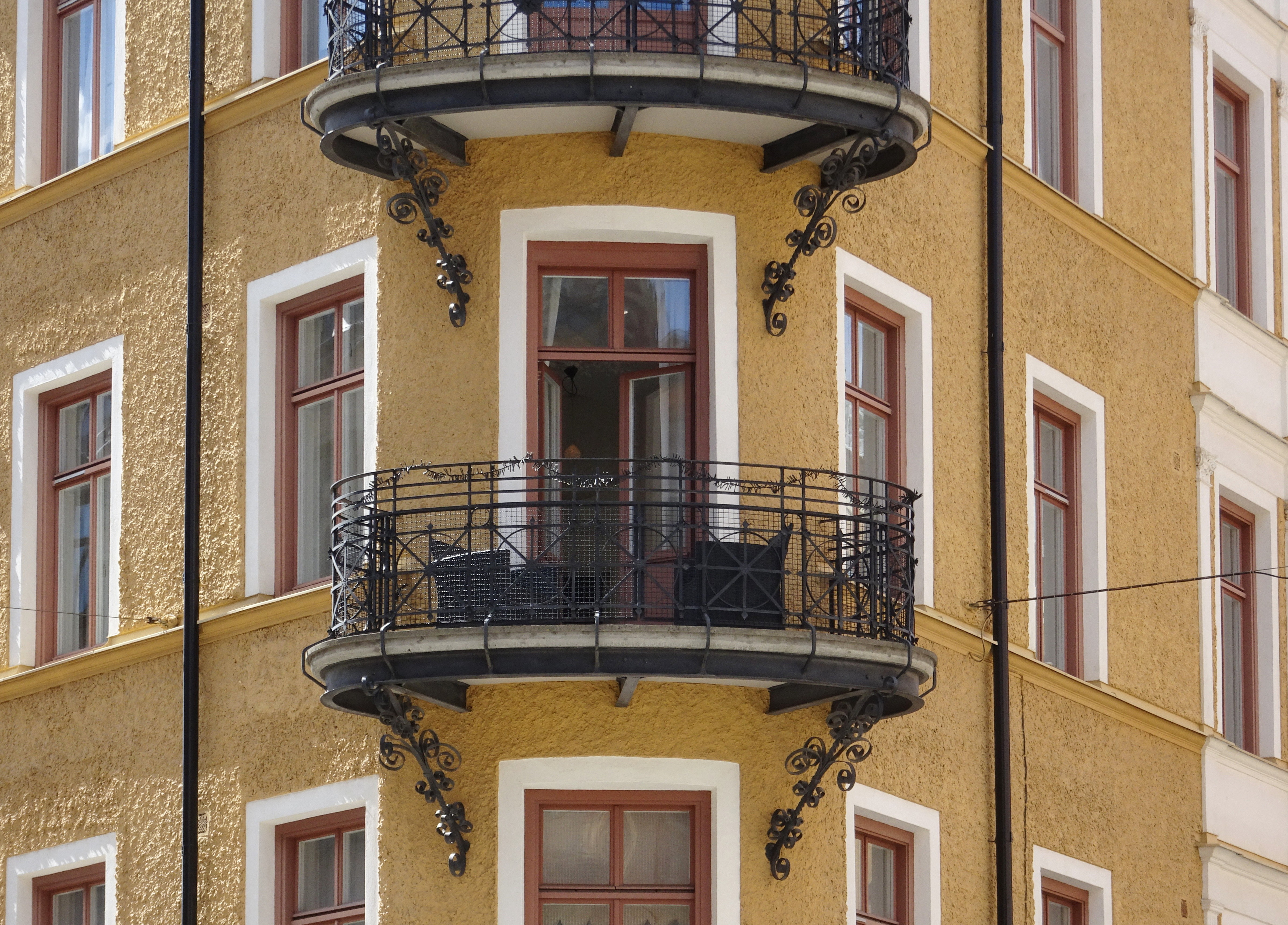
Hörnbalkonger.
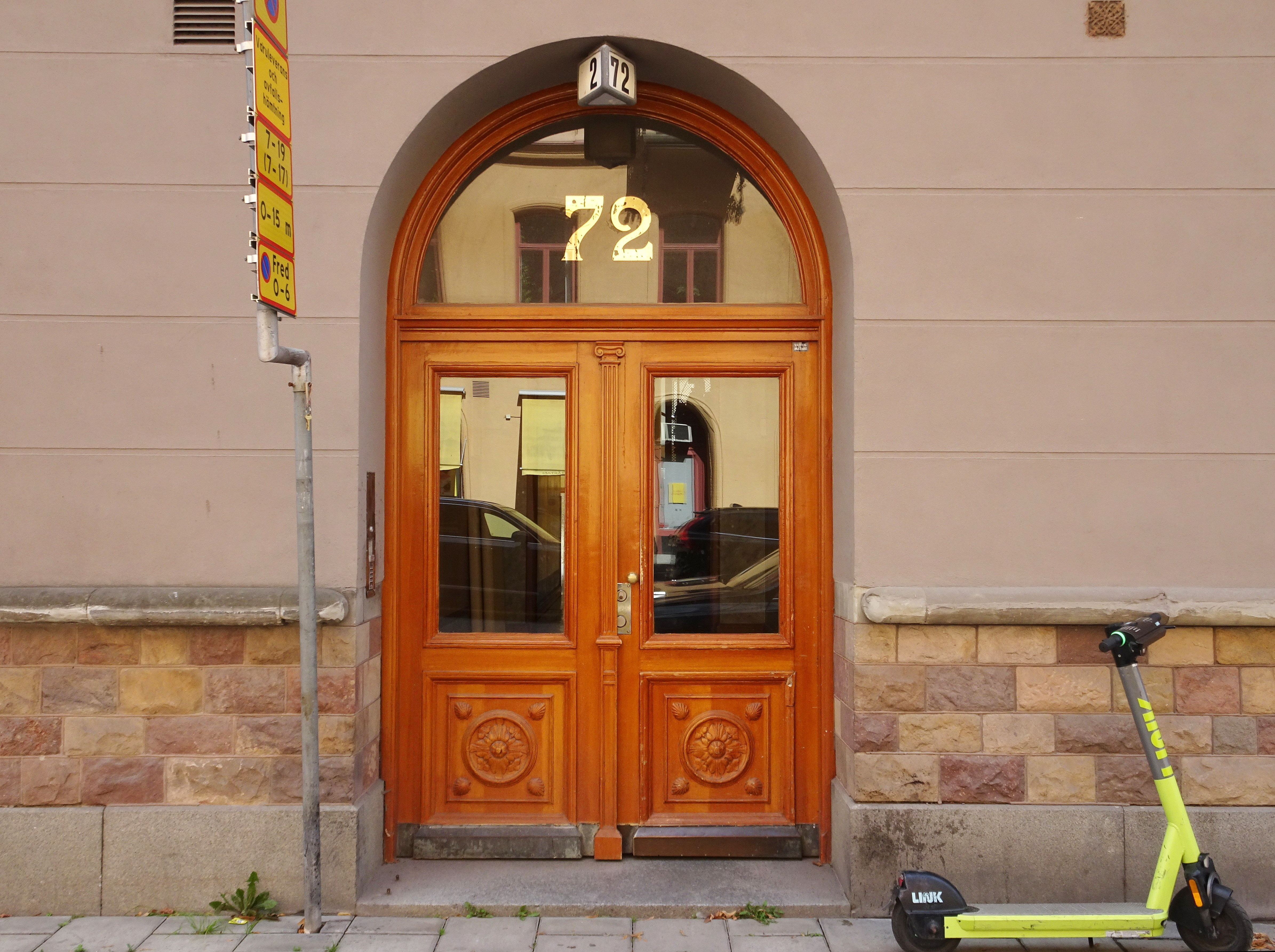
Sidöntrén, Riddargatan 72.
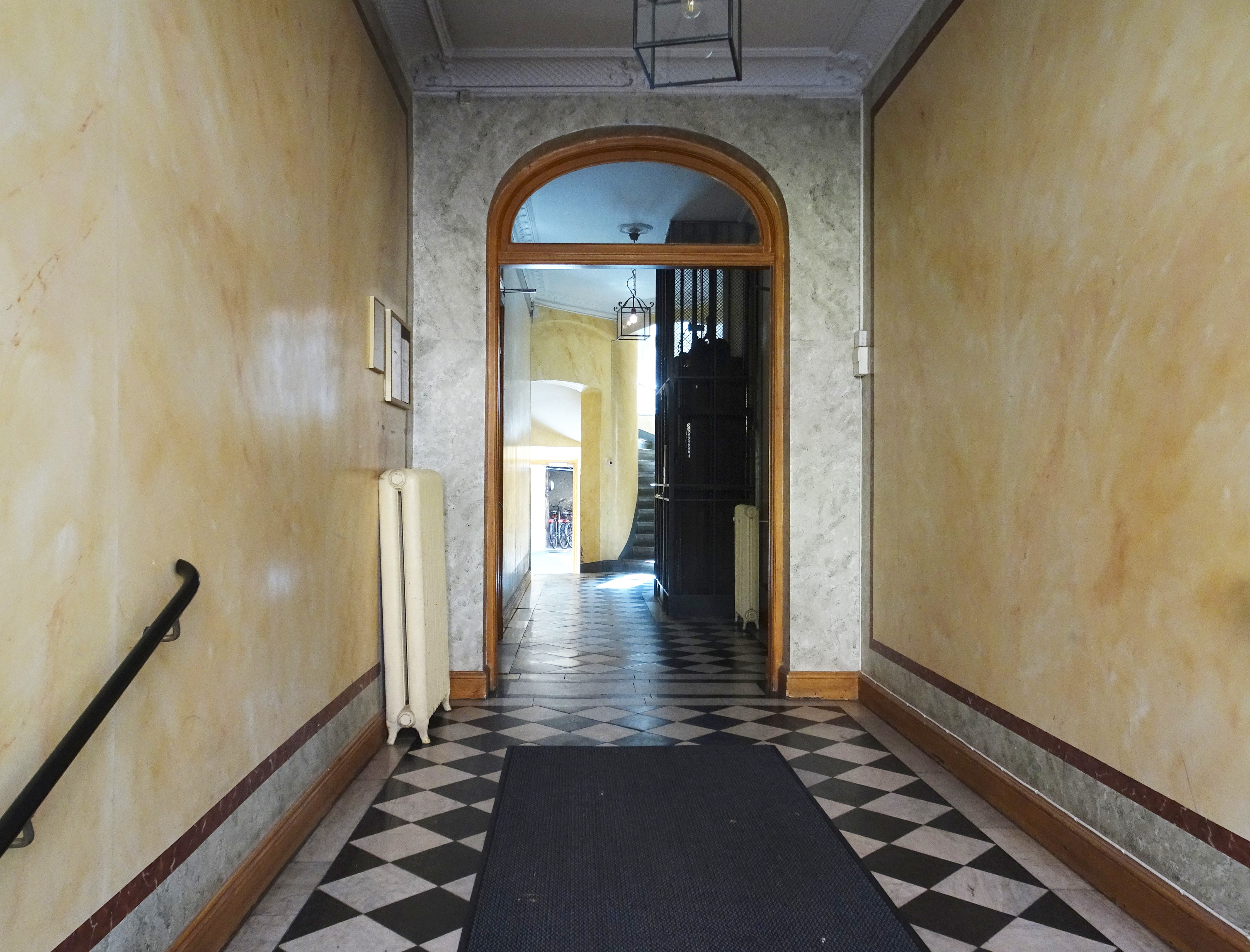
Entréhallen, Riddargatan 72.